# Henryk Lihsa
Henryk Lihsa (* 10. Mai 1966) ist ein ehemaliger deutscher Fußballtorhüter und späterer -trainer. In der höchsten Spielklasse des DDR-Fußballs, der Oberliga, spielte er für den 1. FC Union Berlin.

## Sportliche Laufbahn
Erstmals tauchte Lihsa im überregionalen Fußball des Arbeiter- und Bauern-Staates Mitte der 1980er-Jahre bei der SG Dynamo Eisleben auf. Zwischen 1985/86 und 1987/88, zunächst zwei Spielzeiten in der zweitklassigen Liga und dann eine Saison in der Bezirksliga, in der die Dynamo-Elf 1987/88 die Drittligameisterschaft gewann, hütete er das Tor der Mansfelder.
Im Sommer 1988 kehrte er nach Ost-Berlin zurück, wo er einst – unter anderem bei der BSG EAB Lichtenberg 47 und der SG Hohenschönhausen – das Fußballspielen erlernt hatte. Beim Zweitligisten BSG Rotation Berlin konnte Lihsa sich mit seinen Leistungen für die Eliteliga anbieten. Nachdem er am 19. März 1989 noch für Rotation beim 5:0-Heimsieg gegen die SG Dynamo Schwerin im Tor gestanden hatte, debütierte er bereits am 25. März 1989 in der höchsten Spielklasse für den 1. FC Union Berlin. Beim 1:0-Auswärtssieg gegen den 1. FC Lokomotive Leipzig am 17. Spieltag der Saison 1988/89 überzeugte der Erstliganeuling. "Bemerkenswert die gute Rolle, die der Neuling im Tor beim ersten Auswärtserfolg spielte. Gemeint ist Hendryk [sic] Lihsa, dessen Vater Werner einst beim BFC ein gewichtiges Kapitel Torhüter-Geschichte mitschrieb. Vor Saisonbeginn war der 22jährige von Eisleben zu Rotation gekommen, Mitte der Woche holten ihn die Unioner, durch Hartmanns Schulterverletzung in der Klemme, nach freundschaftlicher Absprache von Spindlersfeld in die Wuhlheide." Den Abstieg konnten die Köpenicker, bei denen Lisa bis Saisonende zum Stammtorhüter wurde, als Tabellenletzter in diesem Spieljahr jedoch nicht verhindern. Es blieben somit Lihsas einzige zehn Erstligabegegnungen, da Union bis zur Zusammenführung von ost- und westdeutschem Fußball die Oberligarückkehr nicht mehr gelang.
Den Eisernen hielt Henryk Lihsa aber auch in den Wirren der Wende die Treue. Nachdem Union in der letzten eigenständigen Saison des ostdeutschen Fußballs der Sprung in den gesamtdeutschen Profifußball nicht gelungen war, war der Torwart mit dem FCU in der drittklassigen Amateur-Oberliga aktiv. In der Oberliga Nordost wurde das Team aus der Alten Försterei 1991/92 Sieger der Staffel Mitte, aber konnte sich nicht für die 2. Bundesliga qualifizieren.
In der Fußball-Oberliga Nordost 1992/93 stand der Torwart beim PFV Bergmann-Borsig Berlin unter Vertrag, der in der Nordstaffel den 10. Rang belegte. Bevor die Amateur-Oberliga des NOFV im Sommer 1994 als dritthöchste Spielklasse von der Regionalliga abgelöst wurde, lief Lihsa beim 1. FC Schwedt auf, der trotz sportlicher Qualifikation für die Regionalliga auf diesen Startplatz verzichtete.
Seine längsten Aufenthalt bei einem Verein im Männerbereich hatte Lihsa von 1994 bis 2000 beim FSV Wacker 90 Nordhausen. In drei dieser Spielzeiten kickte er mit den Nordthüringern in der Regionalliga Nordost. Im Winter 2000/01 ging er von Nordhausen zum benachbarten Ligakonkurrenten BSV Eintracht Sondershausen.

## Trainerlaufbahn
Abseits des höherklassigen Profifußballs war der ehemalige Torwart bei vielen Vereinen, überwiegend im mitteldeutschen Raum, als Trainer beschäftigt. Bereits gegen Ende seiner Spielerkarriere hatte er bei Wacker Nordhausen den Trainerposten übernommen. Spätere Stationen waren unter anderem der SV Blau-Weiß 90 Neustadt (Orla), der MSV Eisleben und der 1. FC Weißenfels.

## Trivia
Sein Vater ist der frühere Torwart der DDR-A-Nationalelf Werner Lihsa.
Obwohl er nie für den FC Carl Zeiss Jena im Tor stand, agierte er später in dessen Traditionsmannschaft.